# Heinrich Alexander von Arnim

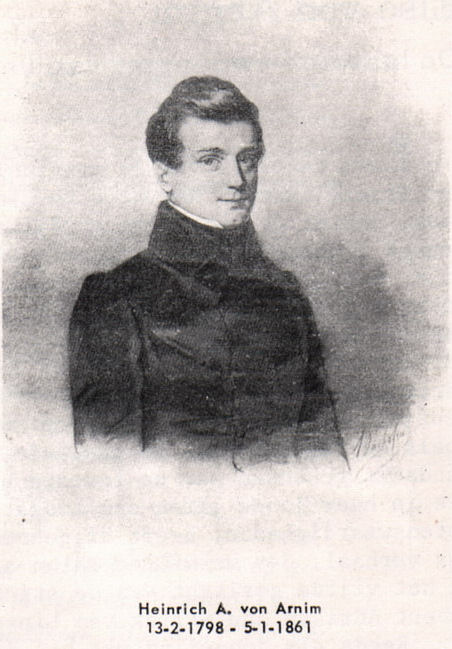
Heinrich Alexander von Arnim

Heinrich Alexander von Arnim-Suckow, ab 1841 Freiherr von Arnim (* 13. Februar 1798 in Berlin; † 5. Januar 1861 in Düsseldorf), genannt Arnim-Strick, war ein preußischer Staatsmann.

## Leben
Arnim erhielt seine Bildung im Pädagogium zu Halle a/S., trat 1814 in die Landwehrreiterei der Uckermark und machte mit fünf Brüdern die Freiheitskriege mit. Er studierte an der Universität Berlin und wurde 1819 Mitglied des Corps Marchia Berlin. Seit 1820 im preußischen Staatsdienst, war er erst Gesandtschaftsattaché in der Schweiz, dann Legationssekretär in München, Kopenhagen und Neapel und wurde 1829 zum Geschäftsträger beim Großherzogtum Hessen in Darmstadt ernannt. Nachdem er hier erfolgreich für die Bildung des Preußisch-Hessischen Zollvereins gewirkt hatte, wurde er 1834 als vortragender Rat in das Ministerium des Auswärtigen berufen, von Friedrich Wilhelm IV. aber, mit dem er in näherm persönlichen Verkehr stand, 1840 zum Gesandten in Brüssel, 1846 in Paris ernannt. In diesen Stellungen erwarb er sich großes Verdienst durch energische Vertretung der Handelsinteressen Deutschlands, namentlich durch Zustandebringen des belgisch-preußischen Handelsvertrags vom 1. Sept. 1844 und durch die Entschiedenheit, mit der er sowohl amtlich als auch in seiner Schrift Mein handelspolitisches Testament (Berlin 1844) den herrschenden schutzzöllnerischen Ansichten entgegentrat.
Am 26. April 1826 heiratete er Elisabet (Betty) Strick van Linschoten (1800–1846), die Tochter des ehemaligen Gesandten der Batavischen Republik, Paul Strick van Linschoten. Seitdem trug er den Spitznamen Arnim-Strick, der ihn von Politikern gleichen Namens unterschied. Aufsehen erregte die mit frommen Formulierungen versehene Todesanzeige des Witwers für die ungetaufte Ehegattin.
Nach dem Ausbruch der Februarrevolution 1848, die den Sturz der Julimonarchie zur Folge hatte, eilte er Anfang 1848 nach Berlin und überreichte dem König am 17. März eine Denkschrift, worin er auf liberale Reformen und Befolgung einer deutsch-nationalen Politik drang. Von ihm ging die bedeutsame Manifestation des Königs für die deutsche Sache (21. März) aus. Am selben Tag wurde er Minister des Auswärtigen, zunächst unter Ministerpräsident Adolf Heinrich von Arnim-Boitzenburg, dann unter dessen Nachfolger Ludolf Camphausen. Das von Camphausen geleitete Kabinett (Märzregierung) trat jedoch bereits am 20. Juni zurück.
Arnim lebte darauf eine Zeit lang als Privatmann in Neuwied und bemühte sich, durch einige Flugschriften (Frankfurt und Berlin, Frankfurt 1848; Über die Mediatisationsfrage, Frankfurt 1849) auf eine vermittelnde Lösung der deutschen Frage hinzuwirken. 1850 gehörte er dem Staatenhaus des Erfurter Unionsparlament an. Er war von der Zweiten Kammer des Preußischen Landtags gewählter Abgeordneter Preußens. Von 1849 bis 1851 Mitglied der Ersten Kammer, hielt er zur deutsch-konstitutionellen Partei und bekämpfte die innere wie die kraftlose auswärtige Politik der nunmehr siegreichen Reaktion in energischter Weise. Noch größeren Eindruck als seine Reden und Anträge machte die Veröffentlichung einiger „ungehaltener“ Reden (Zur Politik der Epigonen in Preußen, Berlin 1850; Zur Politik der Konterrevolution in Preußen, Berlin 1851). Wegen der letztern Flugschrift wurde Arnim auf Betreiben der Feudalpartei vor Gericht gestellt und trotz einer glänzenden, von ihm später veröffentlichten Verteidigung zu einer Geldstrafe verurteilt. Seitdem lebte er fern vom politischen Schauplatz, bis er nach dem Sturz des Ministeriums Manteuffel 1858 von dem Berliner Wahlbezirk 3 zum Mitglied des Preußischen Abgeordnetenhauses gewählt wurde, dem er von 1859 bis 1860 angehörte. Doch war er durch Kränklichkeit verhindert, der damals anhebenden neuen Epoche des preußischen Staatslebens seine volle Kraft zu widmen. Er starb am 5. Januar 1861 in Düsseldorf. Ausgebreitete Kenntnisse, Welterfahrung und Freimut verschafften ihm schon frühzeitig ein bedeutendes persönliches Ansehen.